# Lake Ketchum
Lake Ketchum je obec v okrese Snohomish v americkém státě Washington. V roce 2010 měla 930 obyvatel, z nichž 93 % tvořili běloši, 1,5 % Asiaté a 1 % původní obyvatelé. 2 % obyvatelstva byla hispánského původu. Z celkové rozlohy 8,1 km² tvořila 1 % vodní plocha.